# Quận Bibb, Georgia
'Quận Bibb là một quận trong tiểu bang Georgia, Hoa Kỳ. Quận lỵ đóng ở thành phố Macon 6. Theo điều tra dân số năm 2010 của Cục điều tra dân số Hoa Kỳ, quận có dân số 155.547 người 2.